# Brasserie Gigi
Brasserie Gigi is een Belgische familiale brouwerij te Gérouville in de provincie Luxemburg.

## Geschiedenis
De brouwerij werd opgestart als Brasserie de l'étoile in 1842 door de familie Lépinoy. Na het faillissement van de vroegere eigenaar werden de gebouwen in 1888 opgekocht door Louis Gigi, een Duits ingenieur die begon met de productie van een tafelbier dat in de omgeving werd geleverd in houten vaten. In 1906 volgden Oscar en Eugène hun vader op. In 1919 vertrok Eugène naar Aubange waar hij de vroegere brouwerij Bernard heropstartte. In 1948 liet Oscar de brouwerij over aan zoon Eugène-Joseph die in 1997 stierf en op zijn beurt opgevolgd werd door zijn drie zonen. Gigi nam ook de bieren over van de verdwenen brasserie Maire.

## Bieren
- Gaumoise Blonde, 5%
- Gaumoise Brune, 5%
- La 1900, 9%
- Unic-bier, 3,2%

### Tafelbieren
- Gigi speciale, 2,5%
- Gigi Super Brune, 1,2%
- Gigi Double Blonde, 1,2%
- Gigi Blonde & Gigi Blonde